# Ivica Senzen
Ivica Senzen (Sisak, 4 maggio 1951) è un ex calciatore croato, di ruolo attaccante.

## Palmarès

### Club

#### Competizioni internazionali
- Coppa dei Balcani per club: 1

Dinamo Zagabria: 1976